# トーマス・リンリー・ザ・ヤンガー
トーマス（トム）・リンリー（Thomas (Tom) Linley, 1756年5月7日 - 1778年8月5日）は、イングランドの作曲家。最も早熟であったイングランドの音楽家の1人であり、「イングランドのモーツァルト」として知られた。

## 生涯
リンリーはバースに生まれた。父は作曲家のトーマス・リンリー・ジ・エルダーであり、彼とその妻のメアリー・ジョンソン（Mary Johnson）の間に生まれた12人兄弟の長男であった。リンリーの才能は幼い頃から明らかであり、1763年7月29日には7歳でブリストルの演奏会において協奏曲を演奏している。1763年から1768年には国王の音楽師範であったウィリアム・ボイスの下で学んだ。1767年に姉のエリザベス・アン・リンリーと共にロンドンでの『The Fairy Favour』の公演に出演した彼は歌い、ホーンパイプを踊り、ヴァイオリンを演奏した。
1768年から1771年にかけて、リンリーはイタリアに赴きフィレンツェのピエトロ・ナルディーニにヴァイオリンと作曲を師事した。この町でリンリーは1770年4月にモーツァルトに出会い、共に14歳であった2人は温かい友情を育んだ。また、同年9月にチャールズ・バーニーに出会っており、バーニーは後になってリンリーに言及してこう記している。「トンマジーノ（Tommasino）と呼ばれる彼と幼いモーツァルトのことは、この世代で最も有望な天才たちとしてイタリア中の話題になっていた。」
リンリーはイングランドへ戻るとまもなく、バースで彼の父が指揮するコンサートで演奏し、ドルリー・レーンのシアター・ロイヤルで数々のオラトリオを上演した。この劇場では彼が1773年から1778年の指揮者を務めた。
1809年のシアター・ロイヤルの火災で焼失したものを含め、リンリーの作品の多くは散逸している。現存する作品は彼が生まれつき旋律作りに長け、対位法の才能を持ち、音楽的想像力が豊かだったことを証明している。リンリーは合唱作品に加えてヴァイオリンのソナタや協奏曲を作曲しており、義理の兄にあたるリチャード・ブリンズリー・シェリダンのオペラ『The Duenna』（1775年）の音楽のほとんどを提供した。彼の現存する作品には同郷のバース出身のフレンチ・ローレンス（French Laurence）による原作へ作曲した「シェイクスピアの魂への頌歌」『Lyric Ode』（1776年）、また『The Song of Moses』と題されたオラトリオなどがある。リンリーは父の助手も務めており、共同制作作品（カンタータ、マドリガーレ、エレジー、歌曲）は2巻にまとめられて出版された。
リンリーは22歳の時、妹のメアリーとリンカンシャーのグリムズソープ城に滞在中、ボートの事故で溺死した。彼はエデンハムの教区教会に眠っている。リンリーの夭折はイングランド音楽界の悲劇として、たちまちのうちに知れ渡った。モーツァルトは後年、友人のテノール歌手マイケル・ケリーに次のように語っている。「リンリーは真の天才だった。もし生きていれば、音楽界の最大の誉れの一人になっていただろうに。」